# JYMA日本青年遺骨収集団
JYMA日本青年遺骨収集団（ジェイワイエムエーにほんせいねんいこつしゅうしゅうだん）とは、戦争で亡くなった日本人の国内外の遺骨収集・遺骨調査を目的とした東京都認定の特定非営利活動法人。簡単にJYMAと呼称する場合もある。JYMAとは「Japan-Youth-Memorial-Association」の頭文字である。
学生主体の団体だが、社会人有志が志願し、必要に応じた勉強会に参加した上で派遣される場合もある。

## 沿革
1967年（昭和42年）6月　戦争の傷跡を今も残す外地に赴き、戦争というものを肌で体験し真の友好を生むと同時に現在の日本を知ろうとする有志学生によって「学生慰霊団」として発足。当初の活動目標は、1.日本軍玉砕地における慰霊及び慰霊碑建立　2.現地における政治・経済・地理・風俗などの実地調査　3.日本文化の紹介、及び現地住民との親善とし、次の2派遣を実施する。
- <第1次派遣>　1968年（昭和43年）9月　ペリリュー島方面学生慰霊団(5名派遣)
- <第2次派遣>　1969年（昭和44年）8月　中部太平洋学生慰霊団(5名派遣)
- 1970年（昭和45年）6月 - 「学生遺骨収集団」に改名し、遺骨収集を主たる活動目的に変更する。
- <第3次派遣>　1971年（昭和46年）2月　サイパン・テニアン方面学生遺骨収集団(6名派遣)

第4次派遣では現地の政情不安やそれに伴う遺骨の海外持出禁止などで、遺骨のあることは分かっていながらも収集作業が許されなかった。この経験を踏まえ、以降の派遣では、厚生省(現厚生労働省)との協力体制のもとで遺骨収集を行えるよう働きかけるようになる。
- 1971年（昭和46年）5月1日 - 「日本青年遺骨収集団」へと改称し、学生だけでなく広く若人にも活動参加を呼びかけることとする。
- <第5次派遣>　1971年（昭和46年）8月　サイパン・テニアン方面学生僧侶団(18名派遣)
- <第6次派遣>　1971年（昭和46年）11月 サイパン・テニアン方面学生遺骨収集団(34名派遣)

第6次派遣は現地で厚生省と協力し、民間遺骨収集団体としては初めて官民一体の収集作業を行い、3580柱の遺骨を迎える。
1972年（昭和47年）3月 - 民間の遺骨収集団体を一本化した組織である戦没者遺骨収集促進団体協議会に加盟する。
- <協力派遣>　 1972年（昭和47年）11月 ルバング島小野田寛郎少尉捜索隊に政府依頼により団員3名を派遣する。(ちなみに、後年には小野田自然塾に団員が招待を受けるなどの交流が生まれた。)

その後、政府派遣団に参加協力し、昭和の晩年まで安定して活動していた。しかし、バブル経済下の物価の高騰は賃借していた事務所の維持を困難にし、参加団員の士気の低下と参加者減少という悪循環を招いた。さらには団員の活動資金分担にも影響し、残存団員の活動資金捻出のためのアルバイトと学業両立に支障を及ぼした。そして、ついには活動拠点を手放すに至り、弥縫策として当時の学生代表の下宿先を連絡先として何とか活動を維持した。
- <第101次派遣>　1990年（平成2年）　ソロモン諸島遺骨収集派遣(3名派遣)

遺骨を138柱迎えたのを最後に、当時の代表者が後継者を指名しないまま卒業、転居してしまい、自然消滅的な休団状態となる。ところが、このような活動状況に背反するように、東西冷戦構造が崩壊し、活動当初には入域が認められなかったいわゆる「東側諸国」でも精力的に政府派遣が実施されるようになる。戦没者遺骨収集促進団体協議会及び厚生省の了承を得て、新たに現役大学生に呼びかけ、活動を再開するまでこぎ着けた。
- <第102次派遣>　1995年（平成7年）　硫黄島遺骨収集派遣(5名派遣)

5年ぶりに日本青年遺骨収集団としての政府派遣団派遣隊を組織する。この第102次派遣は、5年間の空白期間があった団体が復活できるかの試金石であったが、支援者やOBの指導のもと、翌年度からの国庫給付金団体として復活することが叶った。
- <第103次派遣>　1995年（平成7年）6月　シベリア抑留中死亡者遺骨収集派遣(1名派遣)

創立以来初めての北方派遣だったが、社会人となっていたOBが休職し参加した。以後、北方への活動領域を広げていく礎を築いた。
- <第115次派遣>　1997年（平成9年）　沖縄戦戦没者遺骨収集派遣(6名派遣)

沖縄県遺族連合会が主催する遺骨収集事業へ初めて団員を派遣する。国内での派遣でパスポートを持たずに参加できること、人数制限がないことなどから以後の沖縄での遺骨収集には必ず団員を派遣し、主要事業の一つとなる。
- <第169次派遣>　2001年（平成13年）2月　ペリリュー島残存遺骨調査派遣(2名派遣)

1972年（昭和47年）以来、政府派遣への協力が活動の中心となっていたが、後援者の協力により、自ら戦地での情報収集へ乗り出した原点回帰の派遣となった。
- 2002年（平成14年）9月3日 - 東京都知事より特定非営利活動法人認定の認証を得て、特定非営利活動法人ジェイワイエムエイと改組。

若者の熱意を根幹に置いてきた任意団体から、継続的な活動を行えるよう戦略的事務組織への体質を改善すべくNPO法人へと組織や活動を強化する。
- <第186次派遣>　2003年（平成15年）2月　沖縄戦没者遺骨収集派遣(23名派遣)

従来より交流のあった国際ボランティア学生協会と協力して青年を派遣した。また、平成15年9月には「緑の平和部隊」事業としてパラオ諸島ペリリュー島において、椰子の木街道整備ボランティアを展開した。
- <第199次派遣>　2004年(平成16年>2月　沖縄戦戦没者遺骨収集・植林派遣

今次派遣は遺骨収集のみならず、糸満市役所の要請を受け、フクギの植林活動も行った。また、同年中は公益財団法人偕行社による残存慰霊碑調査事業に1名派遣し、旧戦地での慰霊碑の調査ならびに、近在の子供たちへの公衆衛生指導を行った。同時に、国内の高校生が慰霊、歴史体験、環境保全、異文化交流を体験できるような修学旅行のサポートや国際ボランティア事業として、フィリピンミンダナオ島、ルソン島における貧困家庭への就学支援を行った。
- <第215次派遣>　2005年（平成17年）7月　モンゴル戦没者遺骨収集派遣(2名派遣)

今まで行われていなかったノモンハン事件による戦没者の遺骨収集を初めて行った。

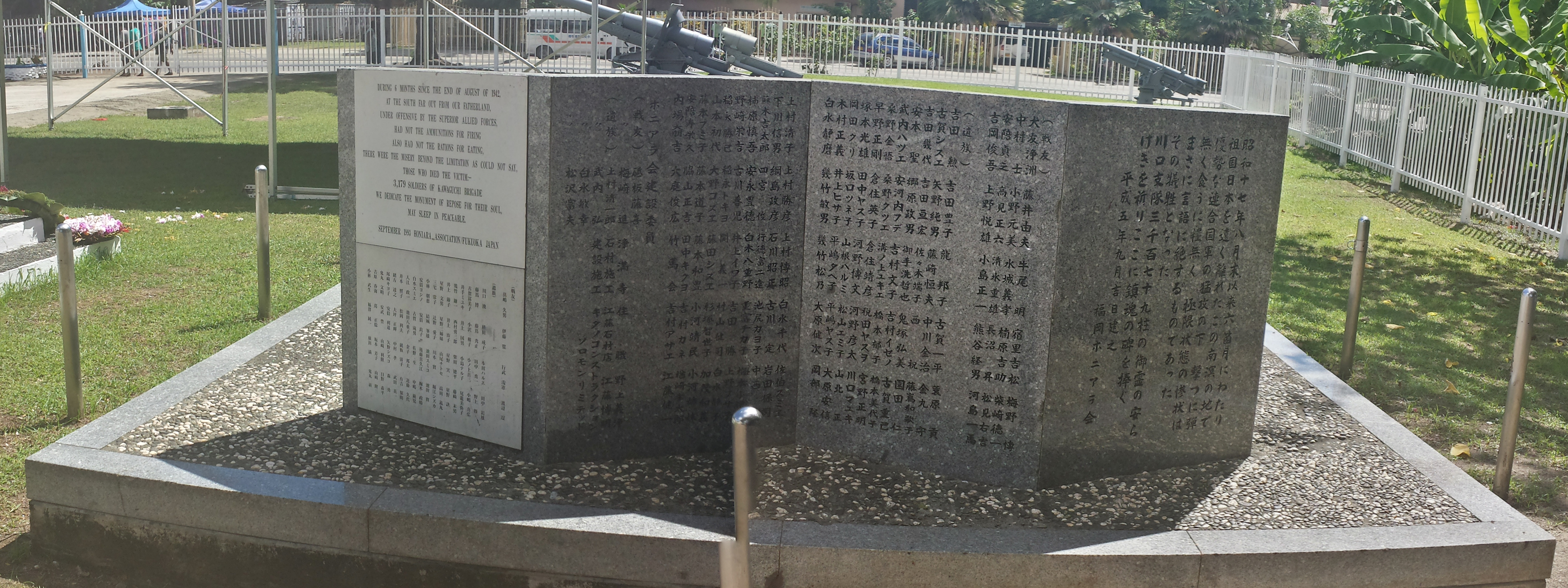
福岡ホニアラ会による川口支隊の英霊3179柱の鎮魂碑（1993年9月設置）

- <第228次応急派遣>　2006年（平成18年）7月　ソロモン諸島ガダルカナル島戦没者遺骨収集派遣(1名派遣)

長期にわたって活動が滞っていたガダルカナル島での活動を再開し、43柱の遺骨を迎えた。さらに、2008年（平成20年）には、篤志を得てガ島慰霊碑修繕巡拝派遣を実施し、公益財団法人太平洋戦争戦没者慰霊教会建立のソロモン平和慰霊公苑(アウステン山)や全国ソロモン会建立の慰霊碑(コナンボナ)、第2師団勇会建立の慰霊碑（ムカデ高地と島西北端のタンベア）、福岡ホニアラ会建立の百二十四聯隊慰霊碑（第31師団・ムカデ高地→ホニアラ市内）、一木支隊鎮魂碑（テナル教会）、「岡部隊奮戦の地」碑（ギフ高地：元は「稲垣大隊奮戦の地」の木柱として建立）、「一木支隊奮戦の地」碑（イル川河口）など民間の慰霊碑の修繕、清掃を行った。
- 2009年（平成21年）5月 - 「JYMA日本青年遺骨収集団」に改組

NPO法の改正を受けて、定款を変更し、団の存在理由が「先の大戦で亡くなった全ての邦人戦没者の帰還」「慰霊(奉慰)顕彰事業を次代への継承」「真に平和的で国際的視野を持つ日本の青年の育成」であることを内外に宣明した。また、残存遺骨に関する情報が減りつつある中で、政府派遣に参加するのみならず、グアム島やマーシャル諸島の中部太平洋地域へ団員を派遣し、積極的な情報収集を行っている。そこで得た情報を厚生労働省へ提供し政府派遣の実施へ働きかけている。
- 2010年（平成22年）11月 - 戦史検定事業を開始

## 目的
1. アジアの発展途上国の公衆衛生指導を行い、生活環境の向上に貢献し、その地域において未だ祖国への帰還を果たしていない戦没者、及び抑留中死亡者の遺骨収集事業や慰霊巡拝事業を実施すること。
2. 上記の活動を通じ、我が国の歴史を正しく認識する機会を提供し、真に友好的な精神と国際的な視野を持つ青年の育成に寄与すること。

## 活動
現在の主な活動は以下の通り。
- 厚生労働省実施の遺骨収集への団員派遣協力
- 国内外への残存遺骨調査派遣
- 学園祭等での遺骨回収や遺骨調査活動展示会
- フィリピン・ダバオでの貧困家庭就学支援
- ガダルカナル島『丸山道』自主派遣隊平成23年8月20日よりの実施に向け、ガ島『丸山道』未送還遺骨情報収集活動に対し、他団体の戦友会である全国ソロモン会や第二師団勇会とも提携の上、密林内に野営しての活動準備や、人員・装備の諸計画、現地側との交渉等を実施中。

また、毎月の活動報告書「遺烈」と同時に年次活動報告書「今、何を語らん」を毎年8月に発行している。